# 自由紀念碑 (里加)
自由紀念碑位於拉脱维亚首都里加，為纪念在拉脱维亚独立战争（1918年－1920年）期間阵亡的军人而興建，是拉脫維亞的自由、獨立和主權的重要象徵。纪念碑在1935年揭幕，以花岡岩、石灰華和銅建成，高42公尺，紀念碑上的雕刻則是描述拉脫維亞的文化和歷史。是里加举行公眾集會和官方典禮的主要地点。